# Mouvement pour le Rattachement de la Sarre à la France
Das Mouvement pour le Rattachement de la Sarre à la France (MRS; franz. – Bewegung für den Anschluss der Saar an Frankreich) war eine überparteiliche Organisation, die sich nach dem Zweiten Weltkrieg für eine wirtschaftliche und politische Angliederung des Saarlandes an Frankreich einsetzte. Die Bewegung agierte in den Jahren 1945 bis 1949.
Gegründet wurde die Vereinigung im Frühjahr 1945 von Exilsaarländern in Paris als Mouvement pour la Libération de la Sarre (MLS – Bewegung für die Befreiung der Saar). Nach der Befreiung durch die US-Armee war die politische Betätigung im Saarland zunächst untersagt und wurde von den Behörden verfolgt. Die MLS konnte erst ungehindert agieren, nachdem die amerikanischen Streitkräfte im Juli 1945 durch die französische Armee abgelöst wurden und man Ende 1945 politische Verbände zuließ.
Die Organisation, die sich nun in Mouvement pour le Rattachement de la Sarre à la France umnannte, erlebte einen starken Zudrang und hatte nach eigenen Angaben im Jahr 1946 bereits über 100.000 Mitglieder. Darunter befanden sich auch zahlreiche ehemalige Mitglieder der NSDAP, die sich durch den Beitritt in die MRS erhofften, einer Ausweisung durch die französische Militärregierung zu entgehen. 
Leiter der Bewegung in den Jahren 1946 bis 1949 und Herausgeber des MRS-Organs „Die Neue Saar“ war Friedrich Pfordt. Die MRS war mit Mitgliedern in allen profranzösischen Parteien vertreten. Sie hatte sowohl Landräte und Bürgermeister als auch mehrere Mitglieder der Verfassungskommission (1947) in ihren Reihen.
CVP und SPS konnten sich mit dem wirtschaftlichen Anschluss an Frankreich arrangieren, lehnten aber den politischen Anschluss strikt ab. Einzige zugelassene Partei, die sich auch gegen den wirtschaftlichen Anschluss des Saarlandes an Frankreich aussprach, war die KP Saar.
Nachdem Frankreich von der Forderung nach einem politischen Anschluss des Saarlandes Abstand nahm und bis 1948 der wirtschaftliche Anschluss an Frankreich vollzogen wurde, wurde die Arbeit der MRS gegenstandslos.

## Belege
1. 1 2 3  So ein knuspriger Schweinebraten. In: Der Spiegel, Ausgabe 1/1947, S. 1 f.